# Благонравов, Александр Александрович

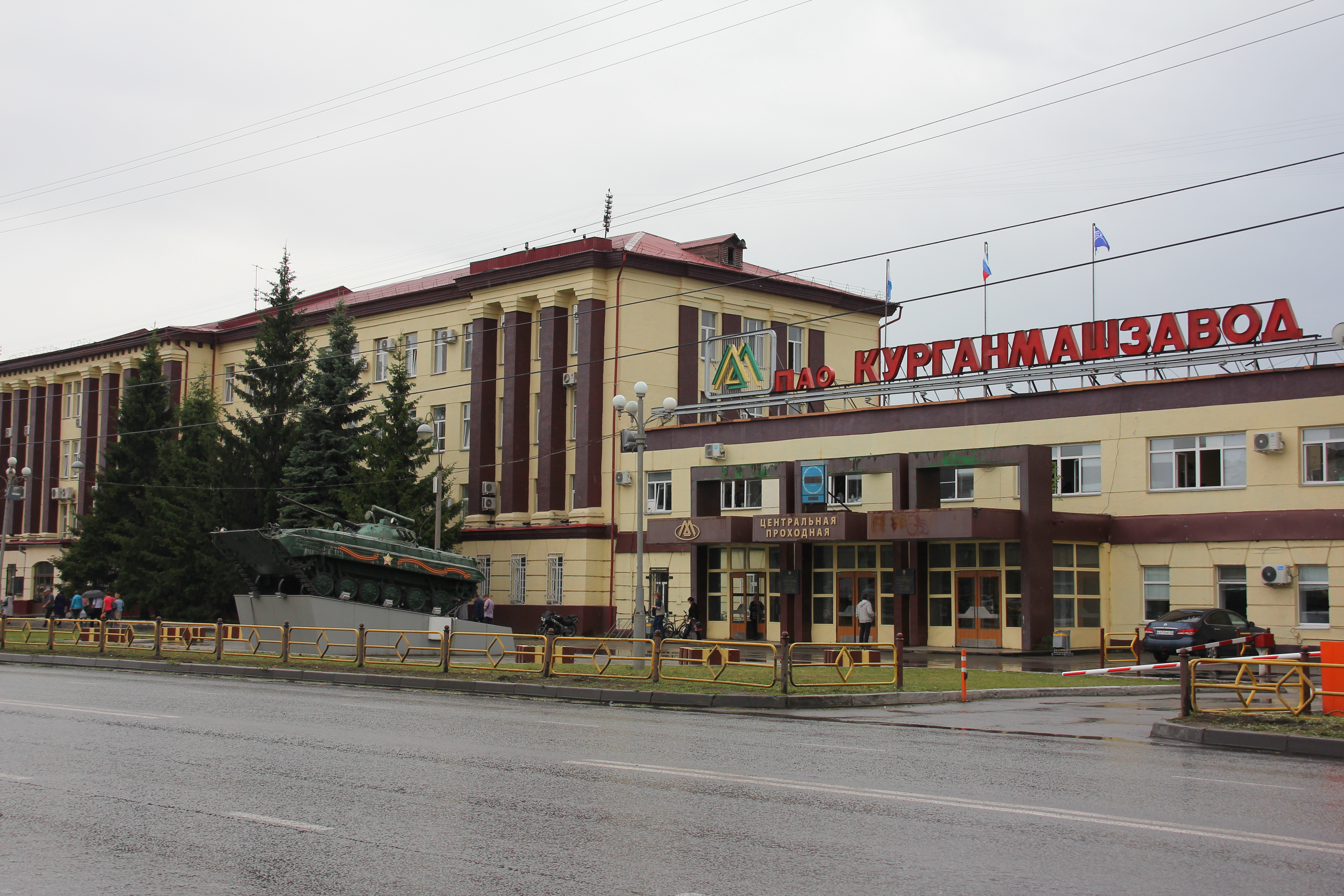
Памятник БМП-2 около ПАО «Курганмашзавод», 2020 год

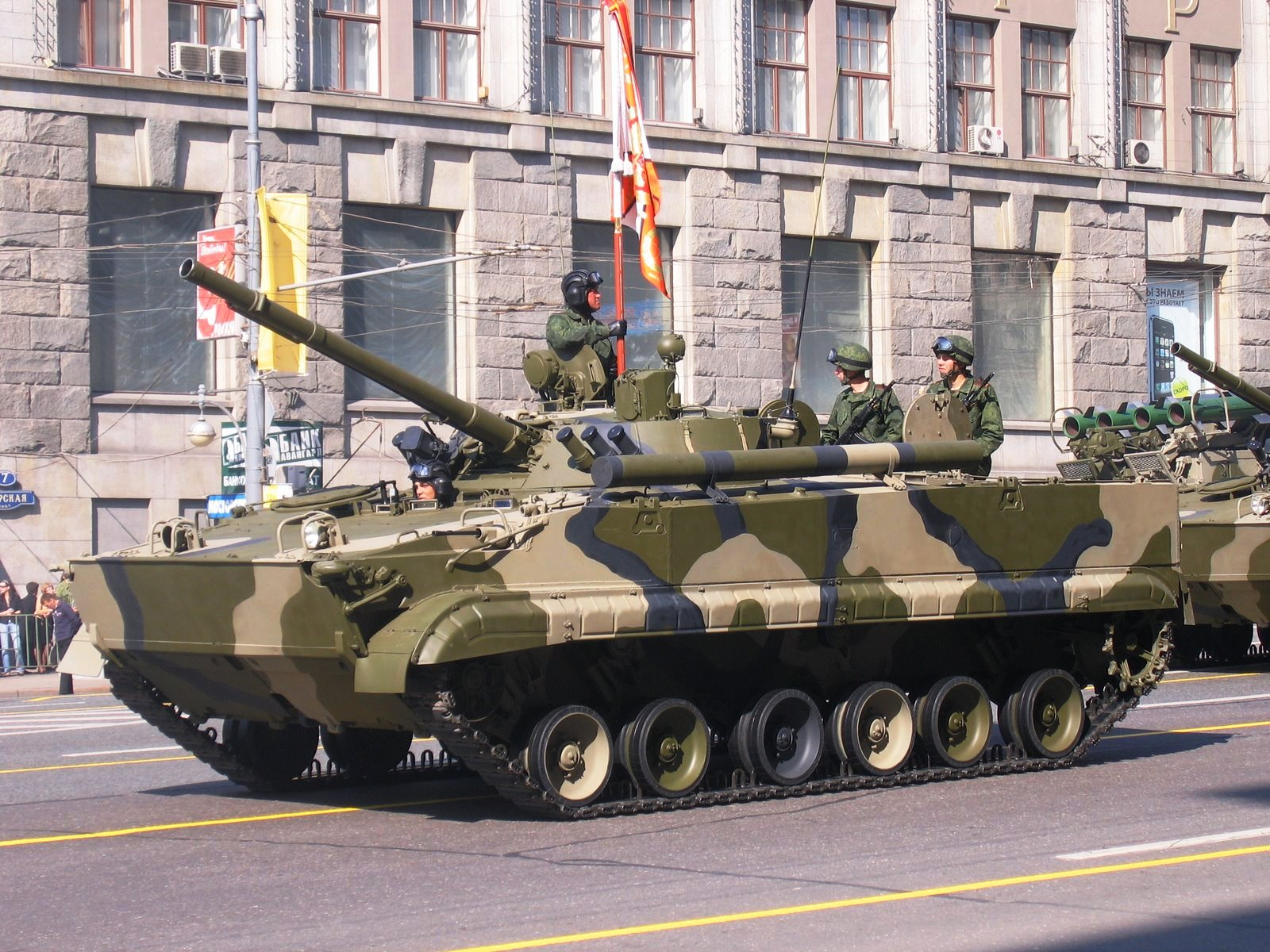
БМП-3 на параде в Москве, 2008 год

Алекса́ндр Алекса́ндрович Благонра́вов (24 мая 1933, Москва — 1 января 2020, Курган) — советский учёный и конструктор бронетехники; заслуженный деятель науки и техники Российской Федерации (1996), доктор технических наук (1971), профессор (1976), генерал-майор инженерно-технической службы (1982).

## Биография
Александр Александрович Благонравов родился 24 мая 1933 года в семье конструктора бронетехники Александра Ивановича Благонравова в Москве.
В школьные годы занимался конькобежным спортом, входил в сборную Москвы.
В 1951 году стал курсантом Военной академии бронетанковых войск (инженерный факультет), после окончания которой в 1957 году остался там же младшим научным сотрудником. За четыре года выполнил кандидатскую диссертацию. В 1961—1962 годах служил заместителем командира батальона 4-й танковой дивизии, приобрёл опыт использования танков и БМП в войсковых условиях и на учениях. С 1962 года — старший научный сотрудник, преподаватель кафедры танков академии бронетанковых войск; защитил докторскую диссертацию.
С 1974 года — главный конструктор Специального конструкторского бюро машиностроения, находившегося в структуре Курганского машиностроительного завода. Под его руководством была существенно доработана, в 1980 году принята на вооружение и поставлена на серийное производство боевая машина пехоты БМП-2. Главным достижением его конструкторской деятельности стало создание в 1987 году принципиально новой, обладающей высокой боевой эффективностью и не имеющей аналогов за рубежом плавающей боевой машины пехоты БМП-3.
Одновременно с 1976 года до конца жизни преподавал в Курганском машиностроительном институте, который с 30 сентября 1995 года вошёл в состав Курганского государственного университета, профессор (в 1989—1999 — заведующий кафедрой) кафедры гусеничных машин.
До последнего момента Александр Благонравов продолжал научную деятельность в Курганском государственном университете, вел ряд уникальных разработок по созданию новейшей коробки передач для отечественной боевой техники.
Александр Александрович Благонравов умер 1 января 2020 года. Прощание было 6 января с 12 до 14 часов в спортивном комплексе «Зауралец». Похоронен на кладбище села Кетово Кетовского сельсовета Кетовского района Курганской области, ныне село — административный центр Кетовского муниципального округа той же области.

## Научная деятельность
Защитил кандидатскую диссертацию по теории поворота гусеничных машин, докторскую (1971) — по теории трансмиссии, механизмов поворота и бесступенчатых передач.
Основные направления исследований:
- теория подвижности танков,
- методика оценки средней скорости по совокупности дорожно-грунтовых условий,
- создание бесступенчатых инерционных механических трансмиссий.

В 1994 году избран членом-корреспондентом отделения спецтехники и конверсии Академии проблем качества РФ. Состоял членом научно-технического совета ОАО «СКБМ», учёного совета Курганского государственного университета, диссертационного совета Д.064.18, координационного совета по научной, научно-технической и инновационной деятельности при губернаторе Курганской области.
Создал научную школу в области теории, расчёта и конструирования транспортных машин; подготовил 2 докторов и 14 кандидатов наук. Автор 125 научных работ, 4 монографий и 70 изобретений.
Книга:
- Благонравов, А. А. Механические бесступенчатые передачи нефрикционного типа. — М.: Машиностроение, 1977. — 143 с. — 5300 экз.[12]

## Семья
- Отец — Александр Иванович Благонравов (1906—1962), конструктор бронетехники, кандидат технических наук, доцент, лауреат Сталинской премии второй степени, генерал-лейтенант инженерно-технической службы.
- Жена — Галина Фёдоровна (1948—2008).

## Память
- 9 сентября 2022 года на здании заводоуправления ПАО «Курганмашзавод» открыт барельеф[13].

## Награды
- Заслуженный деятель науки и техники Российской Федерации (27 марта 1996)[14][15]
- Орден Почёта (6 декабря 2003)[16]
- Орден Ленина (1989)[2][6][5]
- Орден Трудового Красного Знамени (1981)[2][6][5]
- Медали, в т.ч:
  - Медаль «В ознаменование 100-летия со дня рождения Владимира Ильича Ленина» (1970)
- Почётный гражданин Курганской области (8 июня 2004)[17][1][15]
- Почётный гражданин ордена Трудового Красного Знамени города Кургана (2000)[6][18]
- Портрет был занесён в Галерею почёта «Курганцы — гордость города» (август 2003)[19]
- Почётный диплом имени Н.А. Семихатова (УрО РАН, 15 июня 2016) — за серию работ «Научное обоснование нового вида механических бесступенчатых передач с колебательным движением втуренних звеньев»